# شوسف
شوسِف مرکز بخش شوسف شهرستان نهبندان در استان خراسان جنوبی ایران است. شهر شوسف در کنار شهر نهبندان یکی از دو شهر واقع در شهرستان نهبندان را تشکیل می‌دهند.

## جمعیت
بر پایه سرشماری عمومی نفوس و مسکن در سال ۱۳۹۵ جمعیت این شهر ۳٬۱۸۱ نفر (در ۸۷۹ خانوار) بوده‌است.

## اماکن دیدنی

### قلعه‌دختر
در حدود ۵ کیلومتری غرب شوسف و در میان کوه‌های نسبتاً بلند بر فراز کوهی به ارتفاع ۲ هزار و ۲۰۰ متر قلعه‌ای واقع شده که اهالی روستای طارق در شمال این کوه از آن به قلعه رستم و اهالی شوسف از آن به قلعه دختر یاد می‌کنند این قلعه از لحاظ موقعیت، صعب العبورترین قلعه شهرستان نهبندان است. در دره‌های واقع در دو طرف این کوه جویباری روان است که در گذشته آب مورد نیاز اهالی قلعه را تأمین می‌کرده‌است. مصالح استفاده شده در این قلعه بیشتر سنگ و مقداری هم آجر با ابعاد ۳۰در۳۰ بوده‌است. قطعات سفالی یافت شده در این قلعه مربوط به ۲ دوره است نوع اول سفال‌ها شباهت زیادی به سفال‌های دوران تاریخی قلعه نهبندان دارد و نوع دوم مربوط به دوران اسلامی است به‌طور کلی بررسی آثار سفالی قلعه بیانگر احداث آن در دوران ساسانی و استفاده از آن در دوران اسلامی به ویژه اسماعیلیه است.

### بند بخشدار
بند بخشدار در فاصله سه کیلومتری جنوب غرب شوسف و۳۵کیلومتری شمال نهبندان در مسیر رودخانه‌ای به نام هنگر که از کوه‌های غرب شوسف سر چشمه گرفته و به طرف شوسف سرازیر می‌شود، احداث شده‌است.
بند تاریخی بخشدار در فاصله حدود پنج کیلومتری غرب شوسف بر روی رودخانه هنگر که از کوه‌های واقع در غرب شوسف سرچشمه گرفته و به طرف شوسف جاری می‌شود بسته شده‌است. این بند در مناسبترین محل از نظر استحکام زمین و محلی که دو دماغه سنگی درست روبروی یکدیگر قرار گرفته و کم عرض‌ترین محل رودخانه را به وجود آورده‌اند بسته شده. طول تاج این بند حدود ۱۵ متر، عرض تاج حدود ۵/۸ متر و عرض بند در پایه ۱۰ متر است ارتفاع اولیه بند طبق شواهد ۶ متر بوده که به علت تخریب قسمت‌هایی از ابتد ارتفاع کنونی بند حدود ۸/۴ متر است. متأسفانه نیمی از بند در گذشته در پی یک بارندگی شدید تخریب شده‌است. مصالح بکار رفته در ساخت این بند سنگ، آجر و ملات ساروج می‌باشد. هر چند این بند از لحاظ تاج کوچک است اما مخزن بند به لحاظ عرض زیاد رودخانه نسبتاً وسیع بوده و میزان زیادی آب را ذخیره می‌کرده‌است. با توجه اینکه این رودخانه در سال‌های پر باران همیشه جریان دارد، بازسازی این بند به صورت سنتی و اولیه علاوه بر بازسازی یک اثر تاریخی از چند لحاظ دیگر مفید است. اول ازلحاظ تأمین آب کشاورزی و نیز آب شرب شوسف و روستاهای اطراف و دیگر از لحاظ جذب توریست و گردشگر.
بند بخشدار مربوط به اواخر دوره قاجار -اوایل دوره پهلوی است و این اثر در تاریخ ۷ مرداد ۱۳۸۲ با شمارهٔ ثبت ۹۳۱۳ به‌عنوان یکی از آثار ملی ایران به ثبت رسیده‌است. واقعاً زیباست دیدن فرمایید

### سرسد
همان سد شوسف است که آب مصرفی خانوارهای شوسف را تأمین می‌کند. اکثر اهالی شوسف برای گردش به آنجا می‌روند.